# Guyana aux Jeux olympiques d'été de 2008
Le Guyana a participé aux Jeux olympiques d'été de 2008 à Pékin. Il s'agit de la 10e participation du pays à des Jeux olympiques d'été.

## Athlètes engagés

### Athlétisme
Hommes :
| Adam Harris | 200 m | 21 s 36 | 6 |  | Non qualifié | Non qualifié | Non qualifié | Non qualifié | Non qualifié | Non qualifié | Non qualifié | Non qualifié |

Femmes :
| Aliann Pompey  | 400 m | 50 s 99       | 2 |  |               |               |               | 50 s 93 (RN)  | 4             |               | Non qualifiée | Non qualifiée | Non qualifiée | Non qualifiée |
| Marian Burnett | 800 m | 2 min 02 s 02 | 5 |  | Non qualifiée | Non qualifiée | Non qualifiée | Non qualifiée | Non qualifiée | Non qualifiée | Non qualifiée | Non qualifiée |               |               |

### Natation
| Compétition         | Athlète       | Série   | Série | Demi-finale  | Demi-finale  | Finale       | Finale       |
| Compétition         | Athlète       | Temps   | Rang  | Temps        | Rang         | Temps        | Rang         |
| ------------------- | ------------- | ------- | ----- | ------------ | ------------ | ------------ | ------------ |
| 50 m nage libre (H) | Niall Roberts | 25 s 13 | 69    | Non qualifié | Non qualifié | Non qualifié | Non qualifié |